# Гуржос Вадим Миколайович
Вадим Миколайович Гуржос (9 вересня 1958 року, м. Кривий Ріг, Дніпропетровська область) — український суспільний та державний діяч, підприємець.

## Біографічна довідка
Народився 9 вересня 1958 року (м. Кривий Ріг); мати Гуржос Ганна Дмитрівна; батько Гуржос Микола Іванович, був головним інженером найбільшого рудника у Кривбасі, мав Державні нагороди та запатентовані винаходи; дружина — Галина Олександрівна (н.1974); сини Микола (н.1990), Матвій (н.2008), Михайло (н.2011); донька Мар'яна (н.2004).
У 1980 році закінчив Криворізький  гірничорудний  інститут за фахом «прикладна геодезія», маркшейдерсько-шахто-будівельний факультет.
У 1990 році здобув другу вищу освіту у Київському інституті народного господарства (сьогодні Київський національний економічний університет ім. Вадима Гетьмана).

## Професійна діяльність
Розпочав трудову діяльність у віці 21 рік.
- 1979 рік — технік топографо-геодезичних робіт, підприємство 211 (м. П'ятигорськ).
- 1980–1981 рр. — інженер Криворізького науково-дослідницького гірничорудний інституту.
- 1981–1983 рр. — служба в органах внутрішніх справ Української РСР.
- З 1983 по 1990 рр. — Криворізький металургійний завод «Криворіжсталь». Займає керівні посади. Займається питаннями зовнішньоекономічної діяльності підприємства.

## Підприємницька діяльність
- 1990–1995 роки — виконавчий директор представництва компанії Sytco AG Switzerland [Архівовано 2 квітня 2022 у Wayback Machine.] в Україні. Металургійний сектор Української промисловості. Займався поставками українського металу в Південно-Східну Азію.
- В 1996 році стає співвласником ВАТ «Тернопільвтормет» (м Тернопіль) та продовжує активно співпрацювати з металургійними підприємствами.
- 1996–2001 рр. Засновник та Голова Української асоціації металобрухту.
- 1997–2001 рр. Співвласник та голова спостережної Ради ВАТ «ГАЛАКТОН».
- 2004–2005 рр. — директор ТОВ «Хімімпорт»

## Суспільна діяльність
- 1997–2002 рік заступник Голови Ради Підприємців при Кабінеті Міністрі України.
- 2002–2004 рік Голова Ради Підприємців при Кабінеті Міністрі України.
- 2000–2004 рр. — радник Міністра економіки України; Радник Міністра промислової політики України, Заступник Голови апеляційної ради Державного Комітету України з питань підприємництва та регуляторної політики.

- З 2002 року — член правління Українського союзу промисловців та підприємців.
- 2003–2004 рр. — Голова громадянського об'єднання «Ділова Ініціатива».
- З 2014 року Голова Ради Асоціації виробників алюмінієвих виробів «Укралюміній». [Архівовано 9 серпня 2020 у Wayback Machine.]

## Політична діяльність
- 2002 році, будучи Головою Партії Приватної Власності, брав участь у виборах до Верховної Ради України у складі політичного блоку «Команда озимого покоління».
- 2002–2009 рр. Голова партії «Приватної власності».
- 2006–2008 рр. Заступник Голови Київської Обласної Державної Адміністрації з питань промисловості та транспорту. Був одним з ініціаторів проектування та будівництва великої кільцевої дороги навколо Києва.
- 2006–2010 рр. Депутат Київської Обласної Ради.
- 2014 — увійшов восьмим номером до списку кандидатів у депутати від партії Сергія Тігіпка «Сильна Україна» на виборах до Верховної Ради України.[1]

## Державна діяльність
- 2005–2006 рр. — голова Державної служби автомобільних доріг України[2][3]. З початку діяльності ним було запропоновано програму реформування дорожньої галузі та розвитку доріг загального користування за напрямками міжнародних транспортних коридорів. Була відновлена та збудована нова автомобільна дорога між Харковом та Новомосковськом. Розпочато капітальні ремонти та будівництво за напрямками міжнародних транзитних коридорів. Для фінансування будівництва було успішно запроваджено залучення коштів під державні гарантії від міжнародних інституцій та співфінансування за рахунок Державного бюджету. Розпочато реформування системи управління дорогами загального користування, розроблено законодавство для будівництва доріг на концесійній основі.
- Січень-серпень 2008 заступник Міністра транспорту та зв'язку України з питань підготовки транспортної інфраструктури до чемпіонату Європи з футболу (UEFA 2012)[4][5].
- У серпні 2008 р. Вадима Гуржоса було знову призначено Головою Державної служби автомобільних доріг України[6]. Під час фінансової кризи 2008 р. займався проблемами залучення додаткових коштів для уникнення дефолту України за зобов'язаннями Укравтодору та подальшої розбудови дорожньої інфраструктури.
- У зв'язку зі змінами в керівництві України в березні 2010 року подав у відставку[7].
- У 2010–2011 роках за політичними мотивами проти Вадима Гуржоса було порушено кримінальну справу, яку в подальшому було закрито за відсутністю складу злочину [Архівовано 17 вересня 2014 у Wayback Machine.].

## Нагороди
Гуржос Вадим неодноразовий лауреат премії «Людина року».
- (1997 р.) Заслужений працівник промисловості України.
- В 2000 році Вадима Гуржоса нагороджено Почесною Грамотою Кабінету Міністрів України
- (2001 р.) Кавалер ордену «За заслуги» ІІІ ступеню